# Boisson sans alcool

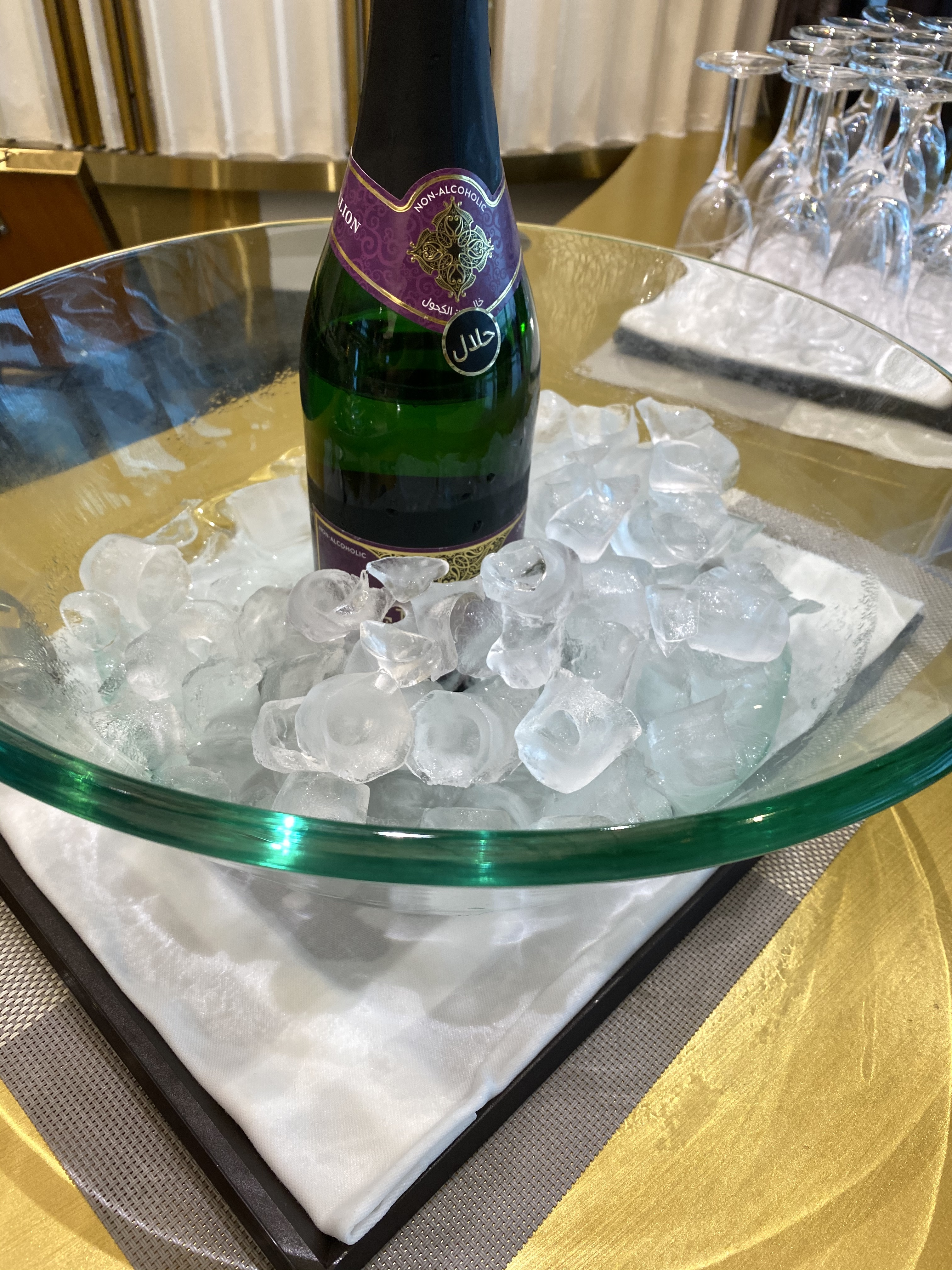
Bouteille de vin effervescent halal sans alcool servi dans une loge de l'aéroport international de Mascate à Oman.

Une boisson sans alcool est une boisson qui ne contient pas d'alcool. Il peut s'agir d'une boisson n'ayant naturellement pas d'alcool dans sa composition (lait, eau, jus de fruits, mocktail, soda, etc.), ou d'une variante d'une boisson alcoolisée présentant un taux d'alcool faible ou nul. Une boisson de la seconde catégorie peut être produite sans alcool, ou être désalcoolisée a posteriori. Les bières sans alcool et le vin sans alcool sont les principales boissons désalcoolisées.
L'article porte seulement sur la seconde catégorie de boissons sans alcools, les variantes sans alcool de boissons alcoolisées.

## Nomenclature
La quantité d'alcool est exprimée en degré d'alcool, soit le pourcentage d'alcool pur en volume, noté avec le symbole « % vol » ou « ° ».

## Processus

### Désalcoolisation
Les boissons alcoolisées ne peuvent pas être désalcoolisées jusqu'à un taux absolu de 0,00 % vol au moyen des techniques utilisées au cours des années 2010,,. Une désalcolisation très approfondie n'est pas viable économiquement avec toutes les méthodes, et tend à dégrader le goût de la boisson.

### Limitation de la production d'éthanol
Un processus de production initiale (brassage, vinification) avec des levures ayant un faible taux de production d'alcool aide à avoir des boissons ayant un faible degré d'alcool de départ.
Ainsi, Heineken propose une bière étiquetée « 0,0 % vol » contenant en réalité 0,03 % vol.

## Législation

### États-Unis
Une boisson maltée qui contient moins de 0,5 % vol peut être qualifiée de « non-alcoholic, mais seules les boissons maltées ne comportant pas du tout d'alcool peuvent être qualifiées d'« alcohol free ».

« (e) Non-alcoholic. The term “non-alcoholic” may be used on labels of malt beverages only if the statement “contains less than 0.5 percent (or .5%) alcohol by volume” appears immediately adjacent to it, in readily legible printing, and on a completely contrasting background. No tolerances are permitted for malt beverages labeled as “non-alcoholic” and containing less than 0.5 percent alcohol by volume. A malt beverage may not be labeled with an alcohol content of 0.0 percent alcohol by volume, unless it is also labeled as “alcohol free” in accordance with paragraph (f) of this section, and contains no alcohol.
(f) Alcohol free. The term “alcohol free” may be used only on malt beverages containing no alcohol. No tolerances are permitted for “alcohol free” malt beverages. »

— Code des règlements fédéraux, Titre 27 Alcool, produits du tabac et armes à feu, Partie 7 - Étiquetage et publicité des boissons maltées, Paragraphe 7.65 Contenu en alcool.

### Japon
Dans la loi japonaise sur la taxe sur les alcools, les boissons alcoolisées sont définies comme ayant un taux égal ou supérieur à 1 % vol, de sorte que les boissons à moins de 1 % vol ne sont pas traitées comme des boissons alcoolisées. Cependant, le comité d'évaluation des publicités sur les boissons alcoolisées (酒類の広告審査委員会, Shurui no Kōkoku Shinsa Īnkai), organisation chargée de la réglementation, définit les boissons non-alcoolisées (ノンアルコール飲料, non’arukōru inryō) comme des boissons qui ont 0,00 % vol.

### Union européenne
Dans l'Union européenne, les étiquettes des boissons contenant plus de 1,2 % d'alcool doivent indiquer le titre alcoométrique réel (c'est-à-dire indiquer le mot « alcool » ou l'abréviation « alc. » suivi du symbole « % vol »).

#### Danemark
En 2014, le gouvernement du Danemark fait passer la limite légale des boissons sans alcool de 0,1 % vol, en vigueur depuis 1986, à 0,5 % vol.

#### Finlande
Depuis 2018, une boisson est considérée comme sans alcool si son taux d'alcool ne dépasse pas 1,2 % vol.

#### France
En France, le décret no 92-307 du 31 mars 1992 définit les bières sans alcool. Cette appellation est réservée à la bière qui présente un titre alcoométrique acquis inférieur ou égal à 1,2 % vol.

#### Italie
La bière sans alcool est définie comme ayant un titre égal ou inférieur à 1,2 % vol.

#### Suède
Le systembolaget définit une boisson sans alcool comme une boisson qui ne contient pas plus de 0,5 % vol.

### Norvège
Une boisson sans alcool est définie comme contenant moins de 0,7 % vol.

### Royaume-Uni
Les lois sur les licences d'alcool imposent uniquement des restrictions à la vente ou à la consommation de boissons dont la teneur en alcool est supérieure à 0,5 % vol.

### Russie
Les boissons non alcoolisées sont définies comme contenant moins de 0,5 % en général, ou moins de 1,2 % vol si elles sont basées sur un produit de fermentation, y compris des boissons comme le kéfir, le kvas et le medovukha (en). Cela inclut également les bières à faible teneur en alcool par définition.